# سیارک ۵۱۸۲۵
سیارک ۵۱۸۲۵ (به انگلیسی: 51825 Davidbrown، نامگذاری:2001OQ33) پنجاه و یک هزار و هشتصد و بیست و پنجمین سیارک کشف شده‌است که در ۱۹ ژوئیه ۲۰۰۱ کشف شد.